# 佐々木勇蔵
佐々木 勇蔵（ささき ゆうぞう、1905年6月7日 - 1985年6月17日）は、日本の経営者、銀行家。大阪府出身。

## 経歴
1931年に京都帝国大学経済学部を卒業し、同年に大阪府農工銀行に入行。
1937年3月に日本勧業銀行を経て、1951年1月に泉州銀行に転じ、常務に就任し、1958年4月に専務を経て、1963年10月に頭取に就任した。1974年11月に取締役相談役に就任した。
1973年に泉州高等学校の設立に携わり、泉州学園名誉理事長を務め、関西経済連合会顧問、日本少年野球連盟副会長なども歴任。
1972年9月に藍綬褒章を受章し、1982年5月に勲四等旭日小綬章を受章。。
1985年6月17日急性心不全のために死去。80歳没。